# Wuxi Metro

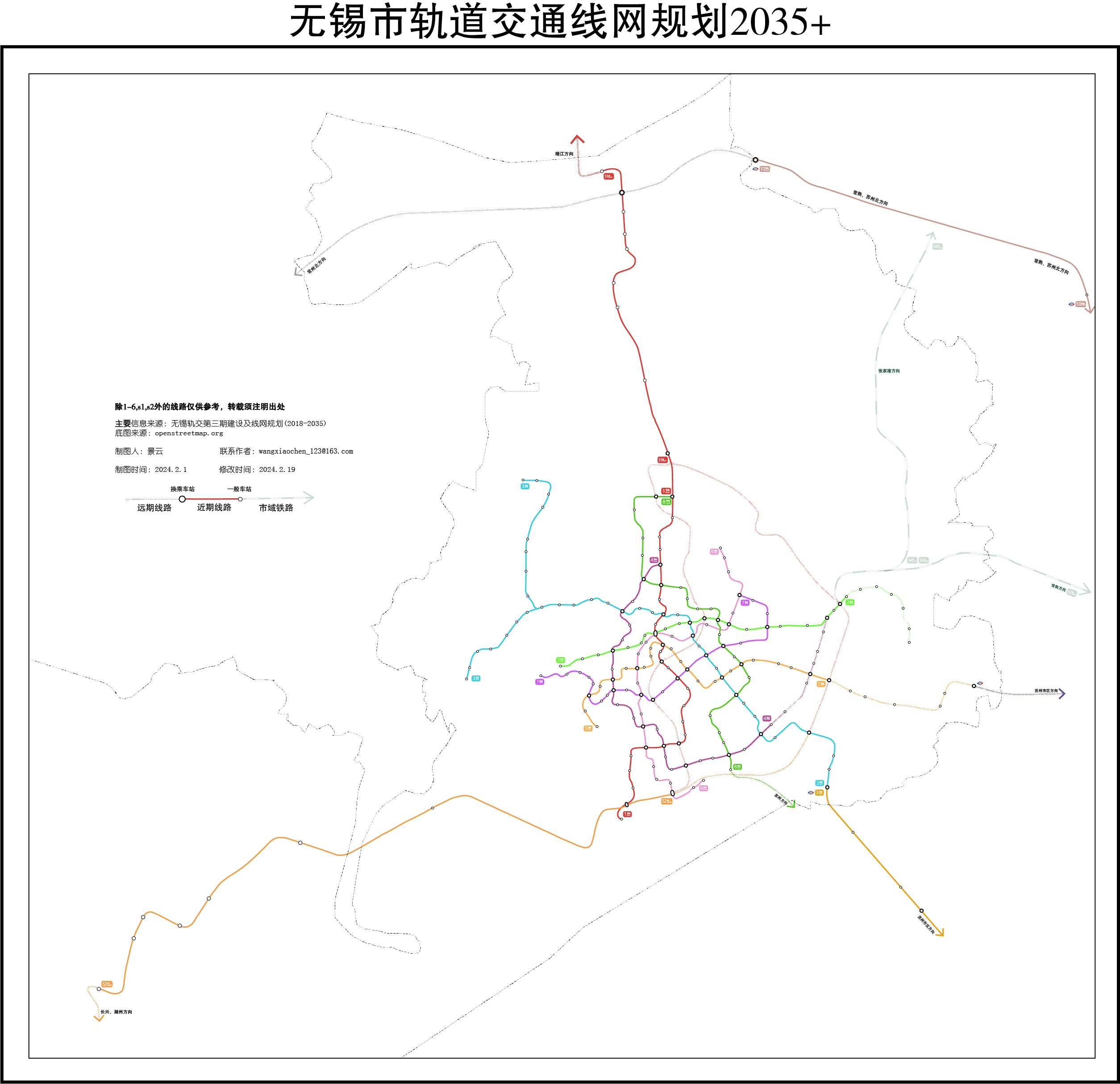
Geplantes Netz der Wuxi Metro

Die Wuxi Metro ist die U-Bahn der chinesischen Stadt Wuxi in der Provinz Jiangsu. Die Stadt liegt am Kaiserkanal, etwa 120 Kilometer westlich von Shanghai. Stand 2024 besteht das Netz aus fünf Linien; vier weitere befinden sich in Planung.

## Netz

### Linie 1
Die Linie 1 verläuft in Nord-Süd-Richtung von Yanqiao nach Nanfangquan und bindet den Bahnhof Wuxi an. Die Strecke ist 34,6 Kilometer lang und weist 27 Stationen auf. Eine S1 genannte Verlängerung über unbebautes Gebiet wird gebaut. Es werden Sechswagenzüge des Typs B eingesetzt, deren Motoren über eine Stromschiene mit 1500 V Spannung gespeist werden.

### Linie 2
Die wie die Linie 1 im Jahr 2014 eröffnete Linie 2 verbindet den Ostbahnhof an der Schnellfahrstrecke Peking–Shanghai mit dem Stadtzentrum. Auf 26,7 Kilometern Länge besitzt sie 22 Stationen.

### Linie 3
Am 28. Oktober 2020 folgte die Linie 3. Sie beginnt in Sumiao im Westen und führt über den Bahnhof zum Flughafen Wuxi (Sunan Shuofang International Airport).

### Linie 4
Die Linie 4 wurde nach vier Jahren Bauzeit Ende 2021 eröffnet. Sie ist 25,4 Kilometer lang.

### Linie S1
Die regionale Linie S1 schließt am nördlichen Endbahnhof der Linie 1 an das bisherige Netz an und verbindet Wuxi mit der Stadt Jiangyin. Die Züge werden über die Linie 1 ins Stadtzentrum durchgebunden.

## Weitere Planung
Zusätzlich zu den derzeit im Bau befindlichen Linien plant Wuxi Metro auch den Bau der zweiten Phase der Linie 5, der zweiten Phase der Linie 6, der dritten Phase der Linie 4, der Nordverlängerung der Linie 3, der Südverlängerung der Linie 3, eine Zweigstrecke der Linie 3 und die östliche Verlängerung der Linie 2 sowie der Linie 7 und der Linie 8.